# Mesaj din spațiu (film din 1978)
Mesaj din spațiu (宇宙からのメッセージ Uchū kara no Messēji?) este o operă spațială japoneză din 1978, regizată de Kinji Fukasaku. Rolurile principale sunt interpretate de Sonny Chiba, Etsuko Shihomi și Vic Morrow. Filmul a fost produs de compania Toei și a costat 5-6 milioane de dolari, ceea ce l-a făcut să fie cel mai scump film făcut în Japonia până la acea vreme. 
La lansarea filmului în Statele Unite ale Americii, a obținut recenzii în general negative din partea criticilor care nu numai că au găsit multe asemănări cu Războiul stelelor (1977), lansat în anul precedent, dar s-au plâns și că efectele speciale au fost prost executate în comparație cu filmul lui George Lucas.

## Distribuție
- Vic Morrow — generalul Garuda
- Sonny Chiba — Hans
- Philip Casnoff — Aaron
- Peggy Lee Brennan — Meia
- Etsuko Shihomi — Emeralida
- Tetsuro Tamba — Noguchi
- Mikio Narita ca Rockseia XII
- Makoto Satō — Urocco
- Hiroyuki Sanada — Shiro
- Isamu Shimizu — robotul Beba-2
- Masazumi Okabe — Jack
- Noboru Mitani — Kamesasa
- Hideyo Amamoto — Dark
- Junkichi Orimoto — Kido
- Harumi Sone — Lazarl
- Charles Scawthorn — primul gardian de la intrarea în sediu